# Centris xanthomelaena
Centris xanthomelaena är en biart som beskrevs av Jesus Santiago Moure och Castro 2001. Centris xanthomelaena ingår i släktet Centris och familjen långtungebin. Inga underarter finns listade.